# Ругудж
Ругудж (таб. Ругуж) — село в Табасаранском районе Республики Дагестан (Россия). Входит в состав сельского поселения Сельсовет Хурикский.

## География
Село расположено в 5,5 км к северо-западу от административного центра района — с. Хучни, на реке Ханагчай.

## Население
| 1895 | 1926 | 1939 | 1970 | 1989 | 2002  | 2010 |
| ---- | ---- | ---- | ---- | ---- | ----- | ---- |
| 372  | ↘315 | ↗395 | ↗474 | ↗646 | ↗1001 | ↘813 |
| 2021 |      |      |      |      |       |      |
| ↗819 |      |      |      |      |       |      |